# Kwai Au Shan
Kwai Au Shan (kinesiska: 葵坳山) är ett berg i Hongkong (Kina). Det ligger i den nordöstra delen av Hongkong. Toppen på Kwai Au Shan är 180 meter över havet.
Terrängen runt Kwai Au Shan är huvudsakligen kuperad, men österut är den platt. Havet är nära Kwai Au Shan österut.  Centrala Hongkong ligger 10,9 km sydväst om Kwai Au Shan. I omgivningarna runt Kwai Au Shan växer i huvudsak städsegrön lövskog.